# 莫朗 (上加龙省)
莫朗（法語：Mauran，法語發音：[moʁɑ̃]）是法国上加龙省的一个市镇，属于米雷区。 

## 地理
莫朗（43°11'19"N, 1°1'53"E）面积5.09 平方千米，位于法国奧克西塔尼大區上加龙省，该省份为法国西南部内陆省份，西南端与西班牙接壤，自此顺时针与上比利牛斯省、热尔省、塔恩-加龙省、塔恩省、奥德省和阿列日省接壤。
与莫朗接壤的市镇（或旧市镇、城区）包括：马特尔托洛萨讷、科曼日地区蒙克拉尔、帕拉米尼、加龙河畔罗克福尔。

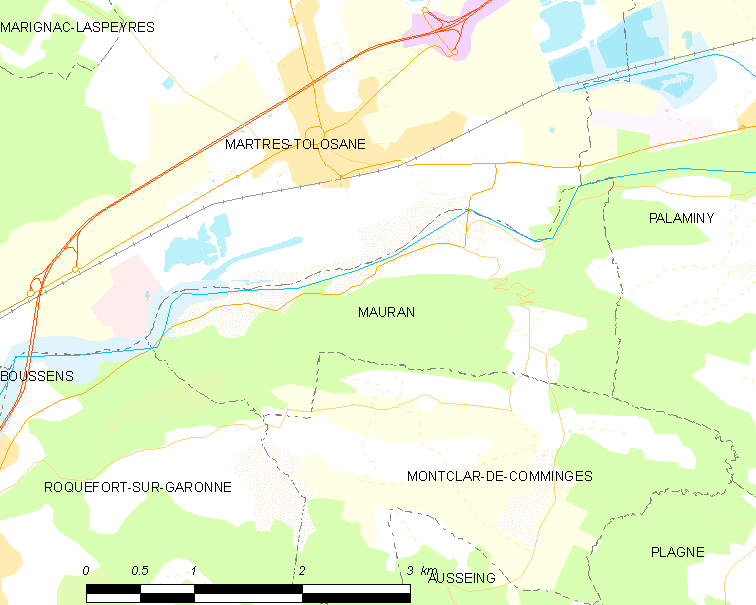
的OSM定位图

莫朗的时区为UTC+01:00、UTC+02:00（夏令时）。

## 行政
莫朗的邮政编码为31220，INSEE市镇编码为31327。

## 政治
莫朗所属的省级选区为卡泽尔县。

## 人口

1962-2008年间人口变化图示

莫朗于2022年1月1日时的人口数量为203人。